# 홍규 (고려 후기)
홍규(洪奎, 1242년 ~ 1316년 6월 23일)는 고려 후기의 무신이자 국구(國舅)로, 초명은 홍문계(洪文系), 자는 미루(彌樓), 본관은 남양(南陽)이다. 순화원비(順和院妃)·명덕태후(明德太后)의 아버지이다.

## 생애
음서로 관직에 나아가 권무(權務), 산원(散員), 견룡행수(牽龍行首)를 차례로 거쳤고, 원종(元宗)조에 장군(將軍)·어사중승(御史中丞)이 되었다.
일찍이 임연(林衍)의 사위가 되었으나, 임연 사후인 1270년(원종 11) 5월 이분성(李汾成)을 통해 왕의 밀명을 받고, 직문하성사(直門下省事) 송송례(宋松禮)와 함께 임연의 아들인 임유무(林惟茂)를 주살했다. 이로서 무신정권 시대는 그 막을 내렸다.
8월 추밀원부사(樞密院副使) 원부(元傅), 송송례와 함께, 세자 왕심(王諶)을 호종해 원에 다녀왔으며, 12월 그 공으로 우부승선(右副承宣)으로 승진했으나, 이듬해 아첨꾼들과 함께 조정에 있는 것을 수치로 여기고 사직했다.
1272년(원종 13) 2월 추밀원부사로 복직되어 재추의 반열에 들었으나, 10월 다시 사직했다.
이후 관직 없이 17년 동안을 전원에서 지내다가, 1288년(충렬왕 14) 원의 공녀 징발을 피하기 위해 장녀를 비구니로 만든 죄로 인해 섬으로 유배되었고, 장녀는 결국 원 사신 아쿠타이(Aqutai)의 처가 되었다.
그러나 이듬해 소환되었으며, 1291년(충렬왕 17) 첨의시랑찬성사(僉議侍郞贊成事)·판전리사사(判典理司事)로 한 번, 1295년(충렬왕 21) 9월 도첨의중찬(都僉議中贊)으로 다시 한 번 치사(致仕)했다.
12월 김광취(金光就)와 함께 원에 하정사(賀正使)로 갔다 왔으며, 이 무렵 홍규로 개명했다.
1297년(충렬왕 23) 판삼사사(判三司事)로 임명되었다가, 이듬해 수사도(守司徒)·영경령궁사(領景靈宮事)가 더해졌고, 사위인 충선왕(忠宣王)이 즉위한 1308년(충선왕 즉위년) 익성군(益城君)에 봉해졌다.
1310년(충선왕 2) 9월 수첨의정승(守僉議政丞)·상호군(上護軍)이 더해지고 행한양부윤(行漢陽府尹)으로 나갔으며, 12월 지익성군사(知益城郡事)로 옮겼다.
1313년(충숙왕 원년) 남양부원군(南陽府院君)으로 고쳐 봉해지고 추성진력안정공신(推誠陳力安定功臣)의 호를 받았으며, 1316년(충숙왕 3) 향년 75세로 졸했다. 시호는 광정(匡定)이다.

## 가족 관계
- 증조 - 홍원중(洪源中)[1] : 성불도감판관(成佛都監判官)
  - 조부 - 홍사윤(洪斯胤)[1] : 추밀원사(樞密院使)·공부상서(工部尙書)
    - 아버지 - 홍진(洪縉, ? ~ 1266년) : 동지추밀원사(同知樞密院事)·형부상서(刑部尙書)·한림학사승지(翰林學士承旨)
    - 어머니 - 철원 최씨 최황(崔貺), 1208년 ~ 1229년)의 딸[9]
      - 첫째 부인 - 진천 임씨(鎭川 林氏) 상장군(上將軍) 임연(林衍, ? ~ 1270년)의 딸
        - 자녀 없음

      - 둘째 부인 - 광주 김씨(廣州 金氏) 참지정사(參知政事) 김련(金鍊, ? ~ 1278년)의 차녀[9]
        - 장남 - 홍융(洪戒) : 삼사사(三司使)
          - 홍언박(洪彦博, 1309년 ~ 1363년)

        - 장녀 - 첫째 사위 아쿠타이(Aqutai, ? ~ 1307년) : 원 좌승상(左丞相), 성종(成宗) 사후의 황위 계승 분쟁에서 패해 처형됨
          - 자녀 없음

        - 차녀 - 둘째 사위 정해(鄭瑎, 1254년 ~ 1305년)[9] : 도첨의찬성사(都僉議贊成事), 장경공(章敬公)
          - 정책(鄭責)
          - 정이(鄭怡)

        - 삼녀 - 셋째 사위 충선왕(忠宣王, 1275년 ~ 1325년)
          - 자녀 없음

        - 사녀 - 넷째 사위 원충(元忠, 1290년 ~ 1337년)[9] : 도첨의찬성사
          - 원호(元顥)
          - 원익(元翊,元詡)
          - 원의(元顗)
          - 장녀
          - 차녀
          - 삼녀
          - 사녀
          - 오녀

        - 오녀 - 다섯째 사위 충숙왕(忠肅王, 1294년 ~ 1339년)
          - 충혜왕
          - 공민왕